# Estação Yser
Yser (fr) ou IJzer (nl) é uma estação das linhas 2 e 6 do Metro de Bruxelas.